# Sassari-Cagliari 1974
La Sassari-Cagliari 1974, ventiquattresima edizione della corsa, si svolse il 28 febbraio 1974 su un percorso di 225 km. La vittoria fu appannaggio dell'italiano Giancarlo Polidori, che completò il percorso in 5h16'49", precedendo il connazionale Wilmo Francioni ed il belga Joseph Bruyère.
Sul traguardo di Cagliari 67 ciclisti portarono a termine la competizione.

## Ordine d'arrivo (Top 10)
| Pos. | Corridore           | Squadra          | Tempo    |
| ---- | ------------------- | ---------------- | -------- |
| 1    | Giancarlo Polidori  | Dreherforte      | 5h16'49" |
| 2    | Wilmo Francioni     | Sammontana       | s.t.     |
| 3    | Joseph Bruyère      | Zonca-Santini    | s.t.     |
| 4    | Valerio Lualdi      | Brooklyn         | s.t.     |
| 5    | Renato Laghi        | Scic             | s.t.     |
| 6    | Sigfrido Fontanelli | Sammontana       | a 47"    |
| 7    | Bruno Zanoni        | Scic             | s.t.     |
| 8    | Wladimiro Panizza   | Brooklyn         | s.t.     |
| 9    | Roger De Vlaeminck  | Brooklyn         | s.t.     |
| 10   | Rik Van Linden      | IJsboerke-Colner | s.t.     |